# Gudrun Agerholm Roll
Gudrun Agerholm Roll (27. September 1900 i København - 1942 i København[kilde mangler]) var en dansk tennisspiller fra Hellerup IK.
Gudrun Agerholm Roll og Inga Sperling vandt 1930 det danske mesterskab i damedouble.
Gudrun Agerholm var gift med USA:s vicekonsul i København William Roll (1892-1967), de fik sønnen William G. Roll (1926-2012) som var psykolog. Paret blev skilt 1929.